# Cheumatopsyche pulla
Cheumatopsyche pulla är en nattsländeart som först beskrevs av Luisa Eugenia Navas 1918.  Cheumatopsyche pulla ingår i släktet Cheumatopsyche och familjen ryssjenattsländor. Inga underarter finns listade i Catalogue of Life.